# Szvetlov Balázs
Szvetlov Balázs (Budapest, 1986. január 28.–) magyar szinkronszínész, színművész.

## Életrajz
6 évesen kezdett szinkronizálni, amivel a mai napig is foglalkozik. 2014-ben jogi diplomát szerzett. Legismertebb szerepei szinkronhangként – Robert Pattinsonnak kölcsönözte hangját az Alkonyat sorozatban Edward Cullen szerepéhez, illetve Jonah Hillnek is számos esetben volt magyar hangja.

## Szerepeiből

### Sorozat szinkronszerepek
- 2x2 néha sok: Max - Orlando Brown
- Ausztrália csak egy lépés Írországtól: Wayne Payne - Joel Turner
- A Degrassi gimi: Gavin 'Spinner' Mason - Shane Kippel
- A farm ahol élünk: Willie Oleson - Jonathan Gilbert (2. hang)
- A Frankenberg kastély: Justus von Frankenberg - Julian Hennek
- A kis gézengúz: Cory Matthews - Ben Savage
- A szenvedély vihara: Jérémie - Samory Ba
- Bajos csajok: Damien - Daniel Franzese
- Baywatch: Hobie Buchannon #2- Jeremy Jackson (1. hang)
- Bruno kalandjai: Bruno Gunther - Jamie Croft
- Drakula: Max Townsend - Jacob Tierney
- Ed: Mark Vanacore - Michael Genadry (Hallmark szinkronverzió)
- Enid Blyton: Jack - David Taylor
- Everwood: Ephram Brown - Gregory Smith
- Felfedezőúton a Robinson család: Billy - Junior Chile
- Félix kutyának áll a világ: Tim Koenig - Marc Diele
- Gossip Girl - A pletykafészek: Dan Humphrey - Penn Badgley
- Hetedik mennyország: Simon Camden - David Gallagher (régi szinkron verzió)
- HUNG - Neki áll a zászló: Damon Drecker - Charlie Saxton
- Lassie 2: Jeff Mackenzie - Tod Fennell (1. hang)
- Ki vagy, doki? (Az idő végzete) - Ginger - Dwayne Scantlebury
- Ki a főnök: Jonathan Bower - Danny Pintauro
- Kisvárosi doktor: Peter Kleist - David Bode
- Maffiózók: Anthony 'A.J.' Soprano, Jr. - Robert Iler
- Nagymenők: Gideon Lustig - Ricky Mabe
- Ötcsillagos szerelem: Andreas Lindbergh - Ferenc Gräger
- Öten a szigeten: Dick - Paul Child
- Pillangósziget: Vo Diem - David Phu An Chiem
- Skins: Anwar Kharral - Dev Patel
- Szelek szárnyán: Henry 'Fat' Bailey - Tyrone Savage
- Szeretők: Sam Grey - Max Brown
- Szörfsuli: Heath Carroll - Adam Saunders
- Texas királyai: Bobby Hill - Pamela Segall Adlon
- Titkos küldetés: Spike Baxter - Rossi Kotsis
- V mint Viktória: Beck Oliver - Avan Jogia
- Vámpírnaplók: Jeremy Gilbert - Steven R. McQueen

### Film szinkronszerepek
- A varázslótanonc: NYU hivatalnok - Manish Dayal
- Alkonyat Széria: Edward Cullen - Robert Pattinson
- Ismeretlen hívás: Boom Boom - Brad Surosky
- Kőagy őrnagy: Kevin "Tigris" Dunne kadét - Orlando Brown
- Mintamókus: Milton Fishman - Ari Greenberg
- Szuper felsőtagozat: Sebes - Will Harris
- Üzenet a palackban: Jason Osborn - Jesse James
- Vezet a ritmus: Eddie - Marcus T. Paulk
- Gyakornokok: Stuart - Dylan O'Brien
- Felvéve: Sherman Scrader - Jonah Hill
- Pókember: Hazatérés: Ned Leeds - Jacob Batalon
- A Lego Ninjago film: Cole - Fred Armisen
- Bosszúállók: Végtelen háború: Ned Leeds - Jacob Batalon
- Pókember: Idegenben: Ned Leeds - Jacob Batalon
- Pókember: Nincs hazaút: Ned Leeds - Jacob Batalon
- Ne nézz fel!: Phillip - Himesh Patel

### Anime/Rajzfilm
- Afro szamuráj: tinédzser Afro
- Amerikai fater: Steve Smith – Scott Grimes
- Ben 10: Kevin Levin – Michael Reisz (1. évad), Charlie Schlatter (2. évadtól)
- Bleach: Szado Jaszutora "Csad" – Jaszumoto Hiroki
- Coraline és a titkos ajtó: Barát a fényképről 2 – Harry Selick
- Chihiro Szellemországban: Haku – Irino Miju
- Conan, a detektív: Izumi Takeo (45. rész)
- Deltora Quest: Lief – Szakamaki Rjószuke
- Digimon: Sibajama "J.P." Dzsunpei – Amada Maszato
- Földtenger varázslója: Arren herceg/Lebannen – Okada Dzsunicsi
- Horton: Jojo – Jesse McCartney
- Jelszó: Kölök nem dedós: Ketteske – Benjamin Diskin
- Kilari: Amamija Arasi – Kavakami Takafumi
- Kim Possible: Wade – Tahj Mowry
- László tábor: Számszón – Jeff Bennett
- Naruto: Kankuro – Kasze Jaszujuki
- Pokémon: Ash Ketchum – Macumoto Rika
- Texas királyai: Bobby Hill – Pamela Segall Adlon
- Tini Titánok: See-More – Kevin Michael Richardson
- Yu-Gi-Oh! GX: Jaden Yuki – Kenn
- Lego Ninjago: A Spinjitzu mesterei: Cole Bucket – Kirby Morrow

### Reklámok
- A Pöttyös csokoládé-reklámok fő férfi szinkronhangja.
- A Pepsi kóla-reklámok fő férfi szinkronhangja.
- A Halls rágógumi-reklámok fő férfi szinkronhangja.